# C11orf54
C11orf54 (англ. Chromosome 11 open reading frame 54) – білок, який кодується однойменним геном, розташованим у людей на короткому плечі 11-ї хромосоми. Довжина поліпептидного ланцюга білка становить 315 амінокислот, а молекулярна маса — 35 117.
| 10         |  | 20         |  | 30         |  | 40         |  | 50         |
| ---------- |  | ---------- |  | ---------- |  | ---------- |  | ---------- |
| MACAEFSFHV |  | PSLEELAGVM |  | QKGLKDNFAD |  | VQVSVVDCPD |  | LTKEPFTFPV |
| KGICGKTRIA |  | EVGGVPYLLP |  | LVNQKKVYDL |  | NKIAKEIKLP |  | GAFILGAGAG |
| PFQTLGFNSE |  | FMPVIQTESE |  | HKPPVNGSYF |  | AHVNPADGGC |  | LLEKYSEKCH |
| DFQCALLANL |  | FASEGQPGKV |  | IEVKAKRRTG |  | PLNFVTCMRE |  | TLEKHYGNKP |
| IGMGGTFIIQ |  | KGKVKSHIMP |  | AEFSSCPLNS |  | DEEVNKWLHF |  | YEMKAPLVCL |
| PVFVSRDPGF |  | DLRLEHTHFF |  | SRHGEGGHYH |  | YDTTPDIVEY |  | LGYFLPAEFL |
| YRIDQPKETH |  | SIGRD      |  |            |  |            |  |            |

A: Аланін

C: Цистеїн

D: Аспарагінова кислота

E: Глутамінова кислота

F: Фенілаланін

G: Гліцин

H: Гістидин

I: Ізолейцин

K: Лізин

L: Лейцин

M: Метіонін

N: Аспарагін

P: Пролін

Q: Глутамін

R: Аргінін

S: Серин

T: Треонін

V: Валін

W: Триптофан

Кодований геном білок за функцією належить до гідролаз. 
Задіяний у такому біологічному процесі, як альтернативний сплайсинг. 
Білок має сайт для зв'язування з іонами металів, іоном цинку. 
Локалізований у ядрі.